# De boeken van de Levende Schepen
De boeken van de Levende Schepen zijn de Nederlandse vertaling van de Liveship Traders trilogy. Dit is de tweede trilogie die Margaret Lindholm geschreven heeft onder haar pseudoniem Robin Hobb. De drie delen van de trilogie zijn Het Magische Schip, Het Dolende Schip en Het Bestemde Schip. In 2003 werd deze reeks nog aangevuld met de korte prequel De Thuiskomst.
Net als De boeken van de Zieners en De boeken van de Nar speelt dit verhaal zich af in de fictieve wereld van het het Rijk van de Ouderlingen.  

## Kolonisatie
Het verhaal gaat over de vaardersfamilie in Beijerstad; een relatief jonge kolonie aan de onvoorspelbare Gedoemde Kust. Enkele generaties geleden trok een groep mensen, bekend als uitschot en criminelen, weg uit de Satrapie Jamaillia. Eerst vestigde men zich aan de Regenrivier in de Wilde Regenlanden. De rivier was echter verraderlijk en gevaarlijk, en was melkwit en bruisend na elke aardbeving. Geen enkele boot hield het lang uit in de wateren van de rivier, en de mensen die langs de oevers woonden kregen al snel vreemde verminkingen aan hun huid. Ook de vruchtbaarheid van het Regenvolk ging met sprongen achteruit, en elk kind werd als een zegen geboren.
Tot men de, door aarde opgeslokte, stad van de Ouderlingen vond, met al zijn oeroude en mysterieuze krachten en voorwerpen. Van grote blokken hout die men er vond, die later cocons bleken te zijn van draken, maakte men de legendarische schepen van toverhout, die tot leven kwamen als ze drie generaties lang door dezelfde familie waren bevaren.
De groep spiltste zich; een helft bleef achter in hun harde, maar welvarend leven aan de Regenrivier, de andere helft vestigde zich aan de Gedoemde Kust, waar ze Beijerstad stichtte. Die groep wordt ook wel de Oude Vaarders genoemd, en met hun levende schepen hebben ze een handelsmonopolie met hun verwanten aan de Regenrivier. Jarenlang hebben de oude vaarders in welvaart geleefd in Beijerstad, met macht over de stad via de Raad van Vaarders. Tot Kwarts dreigt zijn grenzen naar het zuiden te verbreiden, waarmee het Beijerstad zou opslokken. Beijerstad is inmiddels belaagd door migranten die hun geluk in de stad komen zoeken; het visservolk (Drie-Schepen Volk) en de zogenaamde nieuwe vaarders uit Jamaillia, die hun slaven en daarmee goedkope productie met zich meebrengen.

De nederzetting is de enige die zich staande heeft weten te houden aan de gevreesde 'Gedoemde Kust'. Ze stonden trouw hun belastingen af aan Jamaillia en handelden vooral met hun verwanten in de Wilde Regenlanden. Tot de satraap sterft en zijn jonge, onbekwame zoon aan de macht komt.

De nieuwe satraap, Cosgo, erfgenaar van de Pareltroon, is een jonge, genotszuchtige en onbekwame heerser. Hij voelt zich aangetrokken tot de Kwartse manier van leven, met zijn vele vleselijk pleziertjes, genotsmiddelen en slavenarbeid. Door de komst van Cosgo valt de satrapie langzaam uit elkaar; sommige vaarders in Beijerstad zijn voor afscheiding van het thuisland, en sommige Jamailliaanse edelen willen de macht voor zichzelf hebben.

## Latere Situatie
Inmiddels laait ook een morele discussie op; is slavenarbeid wel of niet goed te praten? De oude vaarders beginnen steeds meer van hun macht te verliezen en komen sterk in de verleiding ook in slaven te handelen, of ze te gebruiken op hun land, op hun schepen of in hun huishouden. 

Er is een nieuwe zeerover opgestaan die Koning van het niemands de De Pirateneilanden wil worden; Kapitein Kennit. 
In de boeken van de Levende Schepen staan de familie Vestrit, een oude vaardersfamilie en kapitein Kennit centraal, en met hen de zeeslangen die de zowel de binnen- als de buitenpassage terroriseren en de politiek van Kwarts, Beijerstad en Jamaillia centraal. 